# Bravo Sport
Bravo Sport ist eine Sportzeitschrift für Jugendliche, die sich hauptsächlich dem Fußball widmet. Sie erscheint bei der Bauer Media Group. Die verkaufte Auflage beträgt 39.713 Exemplare, ein Minus von 84,9 Prozent seit 1998.
Die Zeitschrift kam 1994 als Ableger der Zeitschrift Bravo auf den Markt. Seit der Auflösung der Münchener Redaktion zum 1. August 2002 werden die Inhalte vom Kölner Redaktionsbüro Wipperfürth bezogen. Im Januar 2019 wurde die Erscheinungsfrequenz von zweiwöchentlich auf monatlich umgestellt.
Bravo Sport befasst sich neben Fußball auch mit anderen Sportarten wie Funsport, Formel 1 oder US-Sport. Die Zeitschrift enthält oft ein Extra, wie z. B. Sticker, Quartette oder Megaposter im A2-Format. In jeder Ausgabe sind zudem Poster enthalten (A4), auf denen meist Fußballer oder andere Sportler „in Aktion“ gezeigt werden. Das Cover zieren meistens Fußballer oder andere Spitzensportler. In der Zeitschrift sind auch immer wieder Interviews mit Fußballspielern und anderen berühmten Sportlern sowie Einblicke in das Privatleben und das Training der „Stars“ enthalten.
Die Zeitschrift vergibt jährlich den Bravo Sport Otto für Fußballspieler, Sportler und Sportmannschaften. Die Gewinner werden von den Lesern gewählt.
Von Oktober 2005 bis Juli 2007 wurde im DSF die Sendung Bravo Sport TV gesendet, die von Giovanni Zarrella moderiert wurde. Im November 2006 erschien erstmals Bravo Sport Flitzzz, welches sich an die Zielgruppe der 6- bis 10-Jährigen richtete.
| 1998   | 1999   | 2000   | 2001   | 2002   | 2003   | 2004   | 2005   | 2006   | 2007   | 2008   | 2009   | 2010   | 2011   | 2012   | 2013   | 2014   | 2015  | 2016  | 2017  | 2018  | 2019  | 2020  | 2021  | 2022  | 2023  | 2024  |
| ------ | ------ | ------ | ------ | ------ | ------ | ------ | ------ | ------ | ------ | ------ | ------ | ------ | ------ | ------ | ------ | ------ | ----- | ----- | ----- | ----- | ----- | ----- | ----- | ----- | ----- | ----- |
| 262960 | 210577 | 153683 | 154680 | 164648 | 183735 | 172783 | 180078 | 196585 | 169445 | 155857 | 155964 | 146584 | 127442 | 128858 | 120750 | 105967 | 87828 | 63829 | 53048 | 45654 | 45975 | 38396 | 39942 | 35575 | 38249 | 39713 |